# تشايبيونا
بلدية تشايبيونا (بالإسبانية: Chipiona)‏، هي إحدى بلديات مقاطعة قادس, التي تقع في منطقة الأندلس جنوب إسبانيا.
يبلغ عدد سكانها 17.127 نسمة وفقاً لإحصائية سنة (2002).

## توأمة
لتشايبيونا اتفاقيات توأمة مع:
- لا تاست دو بوك